# 群馬大学
群馬大学（ぐんまだいがく、英語: Gunma University）は、群馬県前橋市荒牧町4-2に本部を置く日本の国立大学。1873年創立、1949年大学設置。大学の略称は群大（ぐんだい）。

## 概観

### 大学全体
国立総合大学として小規模な学部構成で、秋田大学や山梨大学、福井大学と似る。実学尊重の学風で高度専門職業人養成という明確な教育目標がある。キャンパスは前橋市の荒牧地区（共同教育学部、情報学部）と昭和地区（医学部）、桐生市の桐生地区（理工学部）など。東京都心から100kmほど離れており、周囲に自然が多く、静かな環境で勉強や研究に没頭できる大学である。実習や実験においては国立大学ならではのST比（教員1人当たりの学生数）で少人数教育を受けることができる。研究においては医学（感染症、内分泌学、放射線医学）や化学（炭素素材、ケイ素）で論文発表が多い。なお、高い研究業績をあげている教員は研究費取得状況で見積もることがおおよそ可能である。2021年、新学長就任において学長ビジョン”知の拠点として地域の人材育成や地域社会を支える基盤となると同時に、グローバルな視点で活躍できる大学を目指す”を表明し、ICTリテラシーを全学に展開するなどを掲げた。群馬大学改革プランによると、将来的に食健康分野の新学部設置および大学院のプログラム制への再編が計画されている。
近年の大学評価は以下の通りである。
- 2007年 『朝日新聞』調査によると、学生1人当たりの校舎面積61.9m2で全国9位タイであった[7]。
- 2007年 文部科学省調査によると、大学立地が地域に及ぼす経済波及効果は597億円と試算された。
- 2015年 国立大学は3タイプに分類され、地域の人材育成や振興に協力する大学と位置づけられた。地元密着の大学として学生の地元就職率を2021年までに60%超にすることを目指している(2014年時点で56%)。
- 2017年 国立大学運営交付金の配分額は117億円（国立86大学中27番目）である。
- 2017年 『東洋経済』調査によると、総資産額は891億円（国公立150大学中36番目）[8]。経常収益は462億円（国公立150大学中24番目）経常利益9.7億円[9]。公務員就職者数244人(全大学中58位)で卒業者比率19.2%[10]。
- 2018年4月時点で、6482名（学部生5135名、大学院生1347名）の学生が在籍している（755大学中144番目）。
- 2019年 科学研究費補助金配分額(新規＋継続）8.9億円(746大学中38番目）である。
- 2020年 国立大学法人運営費交付金を傾斜配分する評価制度において「機能強化の方向性に応じた重点支援」で配分率100%[11]、「成果を中心とする実績状況に基づく配分」の各指標における配分率は下記のとおりだった[12]。

1. 卒業・修了者の就職・進学等の状況　　  95％  （上位70%以上に位置）
2. 博士号授与の状況　　　　　　　　　　  95％  （上位70%以上に位置）
3. カリキュラム編成上の工夫の状況　　　  90％  （上位80%以上に位置）
4. 若手研究者の雇用状況　　　　　　　　115％  （上位10%以上に位置）
5. 常勤教員当たり研究業績数　　　　　　100％  （上位50%以上に位置）
6. 常勤教員当たり科研費受入実績　　　　105％  （上位30%以上に位置）
7. 常勤教員当たり受託・共同研究受入額　100％  （上位50%以上に位置）
8. 人事給与マネジメント改革推進状況　　115％  （上位10%以上に位置）
9. ダイバーシティ環境醸成の状況　　　　  85％  （上位80%を下回る）
10. 会計マネジメント改革推進状況　　　　105％  （上位30%以上に位置）
11. 常勤教員当たり経営資金獲得実績　　　  95％  （上位70%以上に位置）
12. 施設マネジメント改革推進状況　　　　100％  （上位50%以上に位置）

- 2021年 クアクアレリ・シモンズ社QS世界大学ランキングにおいて国内43位（アジア281-290位, 世界701-750位）である[13]。
- 2021年 タイムズ・ハイアー・エデュケーション世界大学ランキングにおいて国内75位(アジア301-350位, 世界1001+位)[14]。調査開始から国際性の弱さが指摘されている。
- 2021年 タイムズ・ハイアー・エデュケーションによると、SDGs対応状況に基づいた大学インパクトランキングにおいて国内33位タイ(世界601-800位)である[15]。
- 2021年 USニューズ&ワールド・レポート世界大学ランキングにおいて国内51位（アジア417位, 世界1381位)である[16]。
- 2021年 CWUR世界大学ランキングにおいて国内47位（世界1049位）である[17]。
- 2021年 日経BPコンサルティング調査によると、北関東地区におけるブランド力は筑波大学、茨城大学に続く３位と順位を落とした[18]。内訳でもこれまで１位だった「地域産業に貢献している」「精神的にタフである」「伝統や歴史を重んじている」などで順位を落とした。

### 特色
4つの学部が4つのキャンパスに割れた蛸足大学となっている。入学生の約50%を群馬県出身者が占めており地元占有率が高い。地域貢献の観点から県内の高校と連携を今後も強め、県内からの志願率 40％(全学平均）、入学者率 50％（全学平均）を維持することを目指している。国立大学の地元占有率が高い県は、沖縄県、愛知県、北海道、鹿児島県、群馬県の順であり、隣接県が東京に学生を奪われている状況と趣が異なっている。また、県境に近い立地から埼玉県北部（熊谷市など）や栃木県西部（両毛地方の佐野市など）から自家用乗用車で通学する学生も多い。1人当たりの自動車保有率１位の群馬県は車中心の社会であり、自動車の所有が学生のQOLの大きなカギを握っている。鉄道による東京都心とのアクセスも悪くなく、普通列車でも2時間程度である。

## 沿革

### 年表
- 1873年 - 群馬師範学校創設。
- 1915年 - 桐生高等染織学校創設。
- 1918年 - 群馬青年師範学校創設。
- 1920年 - 桐生高等染織学校から桐生高等工業学校に改称。
- 1943年 - 前橋医学専門学校創設。
- 1944年 - 桐生高等工業学校から桐生工業専門学校に改称。
- 1949年 - 新制群馬大学開学。医学部、学芸学部、工学部を設置。
- 1952年 - 工業短期大学部の設置。
- 1964年 - 工学専攻科を廃止し、大学院工学研究科修士課程を設置。
- 1966年 - 学芸学部を教育学部へ改称。
- 1970年 - 教育学部および教養部が日吉キャンパス（現在の群馬県民会館付近）から荒牧キャンパスに移転。
- 1978年 - 医療技術短期大学部を設置。
- 1981年 - 伊香保研修所に昭和天皇が行幸[21]。
- 1990年 - 工学部の学科改組、工業短期大学部の募集停止、工学部夜間コースに移行。
- 1993年 - 社会情報学部社会情報学科を設置。
- 1996年 - サテライト・ベンチャー・ビジネス・ラボラトリー設置。
- 1997年 - 医療技術短期大学部を募集停止。医学部保健学科に移行。
- 1998年 - 社会情報学研究科修士課程を設置。
- 2003年 - 医学系研究科医科学専攻の大学院部局化。
- 2004年 - 独立行政法人化により国立大学法人群馬大学となる。
- 2006年 - 社会情報学部に情報行動学科を設置。
- 2007年
  - 工学部の改組および大学院部局化。
  - 工学部生産システム工学科の設置に伴い太田キャンパスを開設。
- 2010年 - 群馬大学重粒子線医学研究センター設置。
- 2011年 - 医学系研究科から保健学研究科が独立、部局化。
- 2013年 - 工学部から理工学部に改組。
- 2014年
  - 世界レベルの研究を行う未来先端研究機構を設置。
  - 教員組織と教育組織を分離。全学教員は学術研究院所属に一元化。
- 2016年
  - 社会情報学部の情報行動学科を廃止。
  - 次世代モビリティ社会実装研究センターを設置。
- 2017年
  - 数理データ科学教育研究センター、食健康科学教育研究センター、国際センターを設置。
  - 桐生キャンパス内の群馬大学工学部同窓記念会館（国の登録有形文化財）の耐震改修を終え、一般公開[22]。
- 2018年
  - 理工学部太田キャンパスを産学連携拠点に衣替え。
  - 漫画『お前はまだグンマを知らない』とコラボレーションした宣伝活動「お前はまだグンダイを知らない」を開始[23]。
- 2020年
  - 宇都宮大学と共同教育学部を設置。
  - 大学院教育学研究科修士課程の募集を停止し教職大学院に一本化。
- 2021年
  - 社会情報学部と理工学部電子情報理工学科情報科学コースを統合し、情報学部を荒牧キャンパスに設置。
  - 理工学部の総合理工学科を廃止し、５学科を物質・環境類と電子・機械類に再編。

### 歴代学長
| 代数                       | 氏名        | 在任期間                     |
| -------------------------- | ----------- | ---------------------------- |
| 初代                       | 西 成甫     | 昭和24.5.31 ～ 昭和36.6.20   |
| (事務取扱)                 | 相葉 伸     | 昭和36.6.21 ～ 昭和36.7.13   |
| 第2代                      | 長谷川 秀治 | 昭和36.7.14 ～ 昭和42.7.13   |
| (事務取扱)                 | 柴田 勝博   | 昭和42.7.14 ～ 昭和42.8.31   |
| 第3代                      | 秋月 康夫   | 昭和42.9.1 ～ 昭和46.8.31    |
| (事務取扱)                 | 町田 周郎   | 昭和46.9.1 ～ 昭和46.12.15   |
| 第4代                      | 石原 恵三   | 昭和46.12.16 ～ 昭和50.12.15 |
| 第5代                      | 畑 敏雄     | 昭和50.12.16 ～ 昭和56.12.15 |
| 第6代                      | 小野 周     | 昭和56.12.16 ～ 昭和60.12.15 |
| 第7代                      | 前川 正     | 昭和60.12.16 ～ 平成3.12.15  |
| 第8代                      | 石川 英一   | 平成3.12.16 ～ 平成9.12.1    |
| 第9代                      | 赤岩 英夫   | 平成9.12.16 ～ 平成15.12.15  |
| 第10代                     | 鈴木 守     | 平成15.12.16 ～ 平成16.3.31  |
| （国立大学法人群馬大学長） | 鈴木 守     | 平成16.4.1 ～ 平成21.3.31    |
| 第11代                     | 高田 邦昭   | 平成21.4.1 ～ 平成27.3.31    |
| 第12代                     | 平塚 浩士   | 平成27.4.1 ～ 令和3.3.31     |
| 第13代                     | 石崎 泰樹   | 令和3.4.1 ～ 現在            |

## 基礎データ

### 所在地

#### キャンパス
- 荒牧キャンパス（群馬県前橋市荒牧町4丁目2）
- 昭和キャンパス（群馬県前橋市昭和町3丁目39-22）
- 桐生キャンパス（群馬県桐生市天神町1丁目5-1）
- 太田キャンパス（群馬県太田市本町29-1）

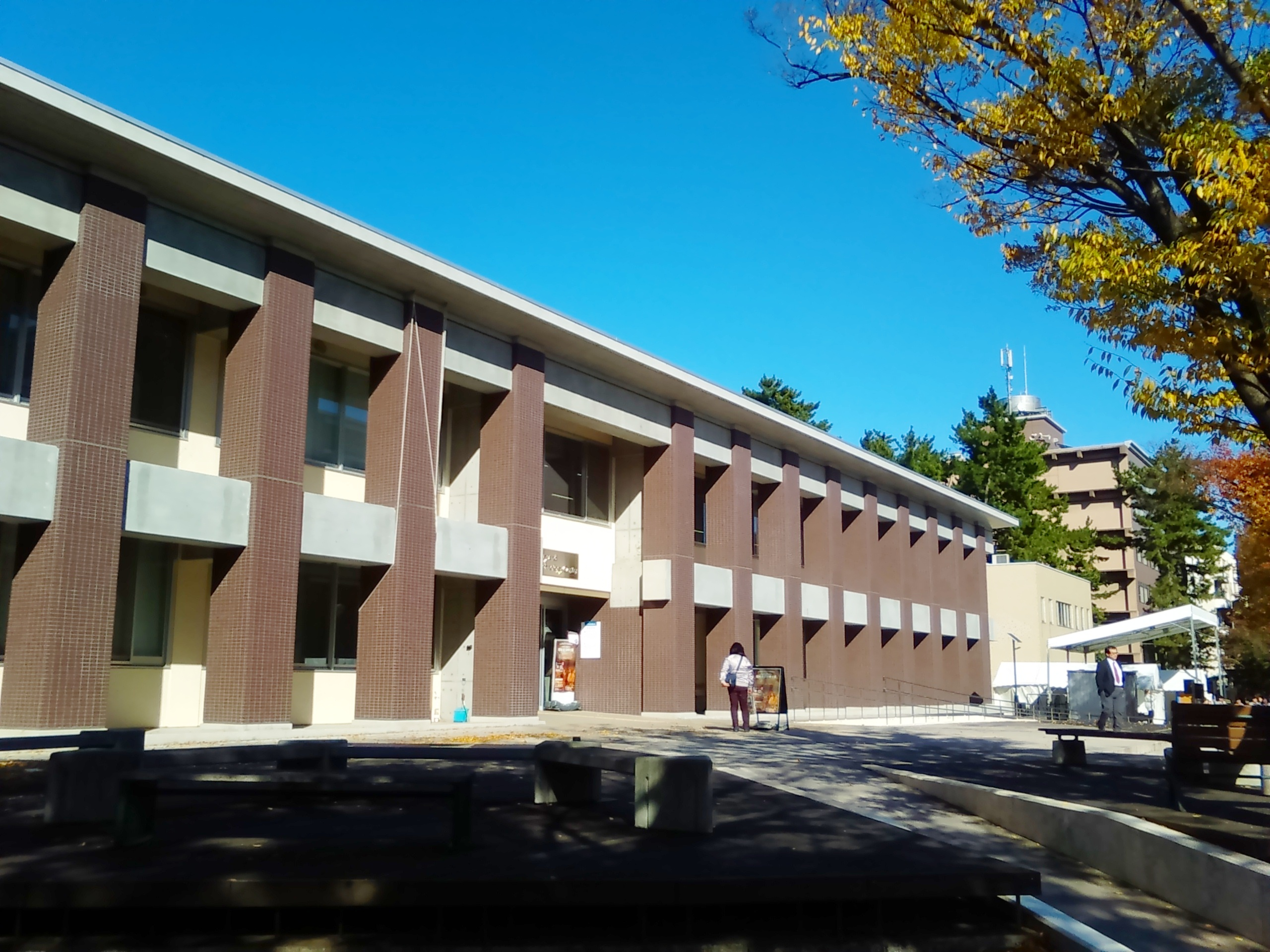
荒牧キャンパス総合情報メディアセンター
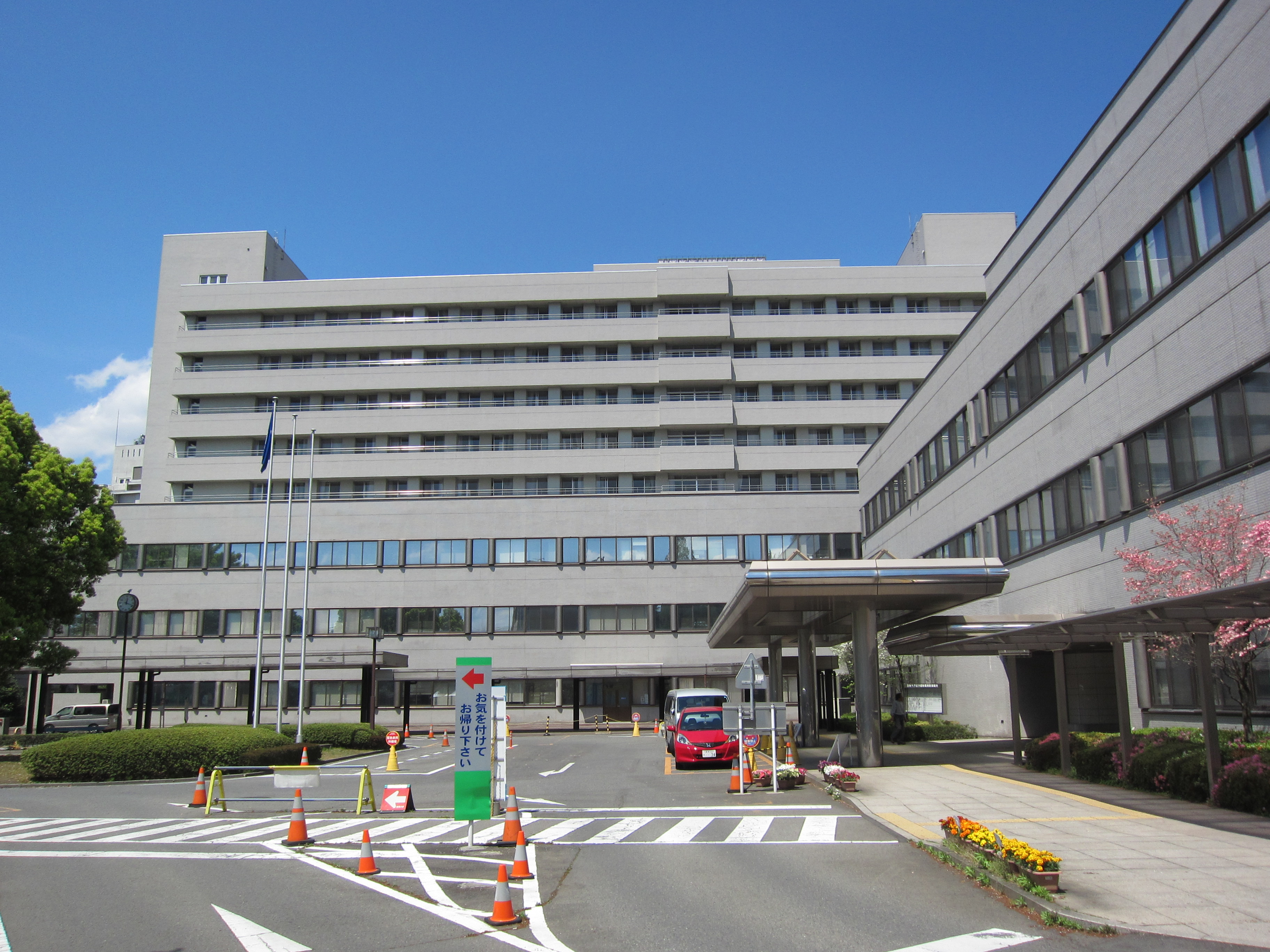
医学部付属病院（昭和キャンパス）
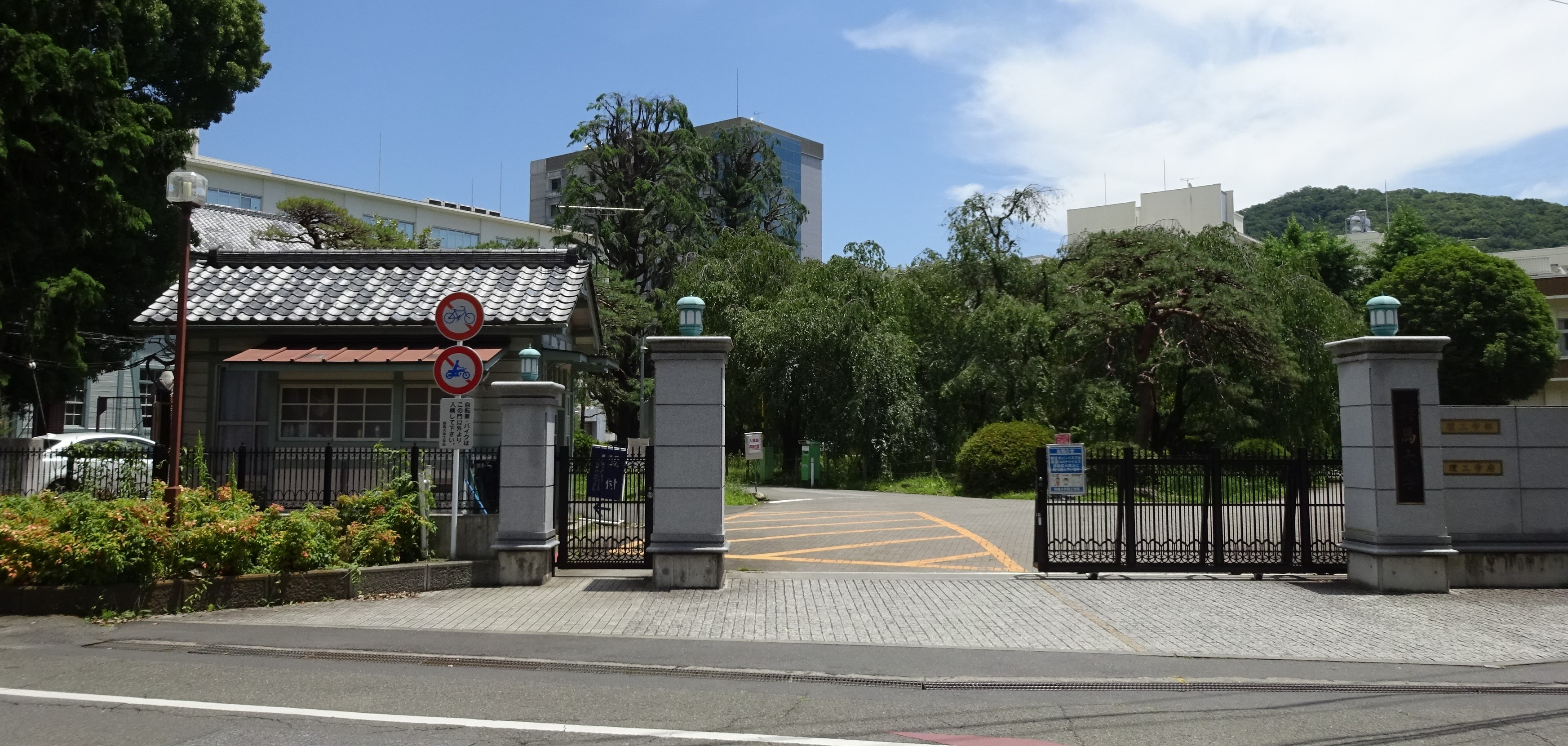
桐生キャンパス正門
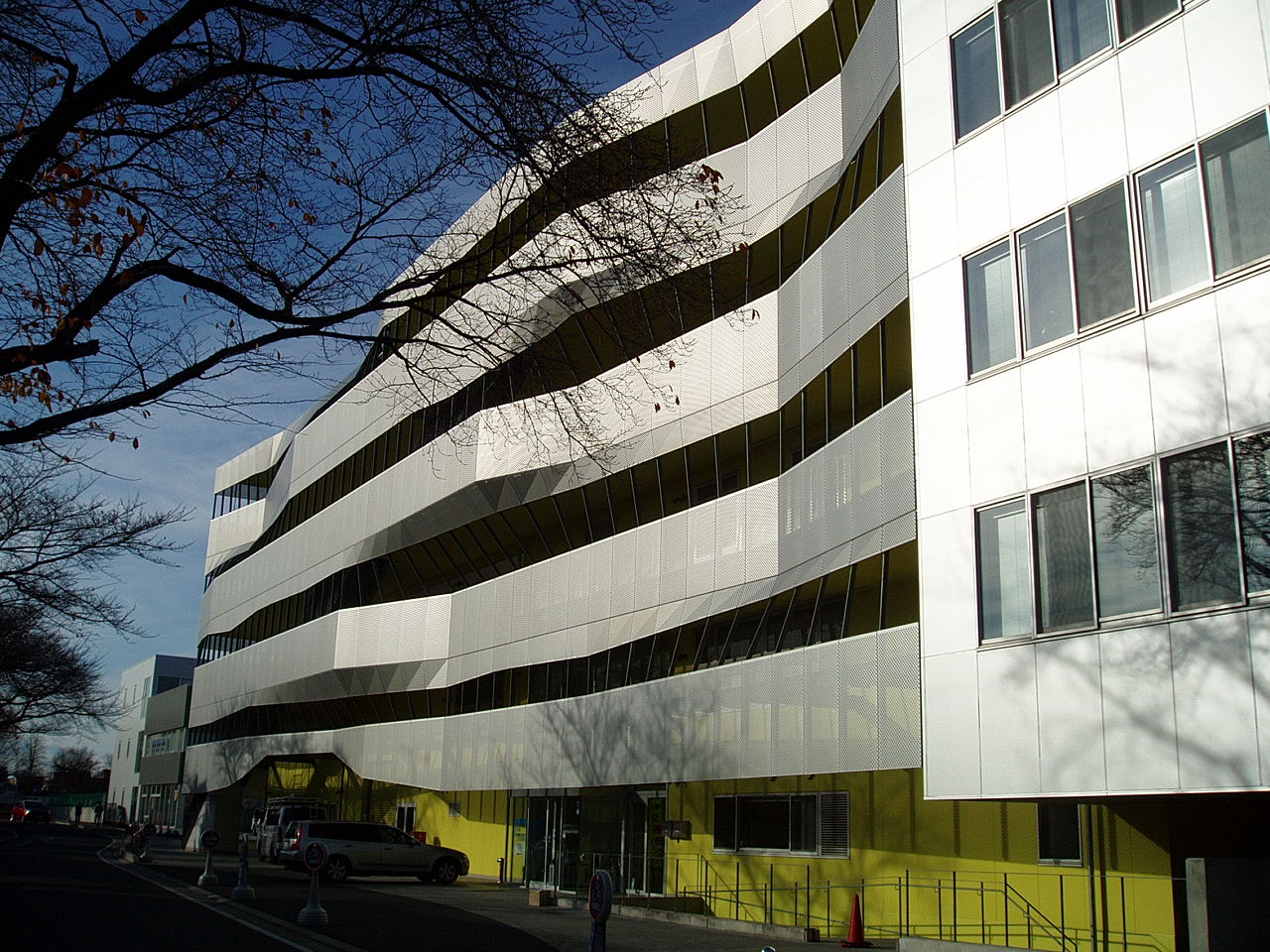
テクノプラザおおた（太田キャンパス）

#### 研修所
- 伊香保研修所（群馬県渋川市伊香保町伊香保字香湯14-1）
- 北軽井沢研修所（群馬県吾妻郡長野原町北軽井沢字南木山大楢2032-242）

### 象徴

#### 徽章・ロゴマーク
- 徽章

群馬県の象徴である上毛三山（赤城山、榛名山、妙義山）を浮き彫りさせて、群馬大学を囲んでいる。
- ロゴマーク

群馬大学の英頭文字「Ｇ」をモチーフに緑と青で豊かな自然環境を示し、学生の成長と活躍をイメージして、新しい未来の創造と、社会へ貢献する大学の存在感を表現している。

#### 校歌
- 学生歌『ああ建学の』（作詞・梶田一之、作曲・相沢聡、編曲・塚本靖彦）
- 応援歌『北関の雄』
- 学生歌『山脈さやかに』

　学生歌と応援歌は昭和26年から昭和33年頃にかけて制定された。
- 理工学部歌『関東八州』（作詞・土井晩翠、作曲・弘田龍太郎、編曲・塚本靖彦）

　大正9年（1920年）制定、前身の桐生高等工業学校校歌であり、一部歌詞の訂正がされて現在まで受け継がれている。
- 教育学部創立百周年記念歌『あかつき告げる』

　教育学部創立百周年事業の一環として昭和48年（1973年）に制定された。

## 教育および研究

### 組織

#### 学部

##### 共同教育学部
教育学部は、1873年設立の小学校教員伝習所に端を発する群馬師範学校と1918年設立の農業講習科に端を発する群馬青年師範学校に由来する。この二つの学校を母体として、1949年に群馬大学学芸学部が発足した。学芸学部は1966年に教育学部に改称している。1999年に大学院教育学研究科（修士課程）が設けられ、2008年に教職大学院が設置された。2020年、宇都宮大学と連携して共同教育学部を設置、大学院教育学研究科（修士課程）の募集を停止し教職大学院に一本化。共同教育学部の設置により、少子化がさらに進行し学部規模の縮小が求められても義務教育課程すべての教科に対応できる見込みがたった。卒業生の教員就職率は約75%であり、群馬県の義務教育課程校における占有率は約40%である。
- 学校教育教員養成課程
  - 文化・社会系[注釈 2]
    - 国語専攻
    - 社会専攻
    - 英語専攻

  - 自然・情報系[注釈 3]
    - 数学専攻
    - 理科専攻
    - 技術専攻

  - 芸術・表現系[注釈 4]
    - 音楽専攻
    - 美術専攻

  - 生活・健康系[注釈 5]
    - 家政専攻
    - 保健体育専攻

  - 教育人間科学系[注釈 6]
    - 教育専攻
    - 教育心理専攻
    - 障害児教育専攻

###### 特色あるカリキュラム
一年次から教育現場体験をさせることでモチベーションを向上させている。ただし、三年次で行われる教育実習と異なり、授業の準備や生徒との交流など現職員の仕事を手伝う体験が中心である。
専門科目のうちの教科専門科目は小・中学校で担当する授業内容に関する科目、教科指導法、生徒指導、教育相談に関する科目である。総合的・実践的専門科目は、群馬大学独自の構想された科目である。系・専攻ごとに定められた卒業要件を満たすことで教育職員免許状を、さらに所定の科目を履修することで、社会教育主事任用資格、学芸員、学校図書館司書教諭の中から1つ資格を取得できる。高等学校教諭（情報・工業）の免許状は自然・情報系の技術専攻で取得できる。

##### 情報学部
情報を基軸とした文理横断型の教育によりSociety 5.0を支え、IoT、ビッグデータ、統計的解析手法等のスキルを持ち、人文科学、社会科学、自然科学の知識を有した人材の育成を目指して、社会情報学部と理工学部電子情報理工学科情報科学コースと統合して2021年に新設した。
- 情報学科
  - 人文情報プログラム
  - 社会共創プログラム
  - データサイエンスプログラム
  - 計算機科学プログラム

##### 医学部
1943年設立の前橋医学専門学校を前身とする前橋医科大学に由来する。1949年、群馬大学医学部となり、1955年には大学院医学研究科（博士課程）が設けられた。2001年、医学系研究科に改称し、2003年には博士前期課程・後期課程に改組された。弘前大学、東京医科歯科大学、信州大学、鳥取大学、広島大学、徳島大学、鹿児島大学とともに新八医科大学と呼ばれる。
- 医学科[注釈 7]
- 保健学科[注釈 8]
  - 看護学専攻[注釈 9]
  - 検査技術科学専攻[注釈 10]
  - 作業療法学専攻[注釈 11]
  - 理学療法学専攻[注釈 12]

###### 教育の特徴
- 医学科
  - チュートリアル型学習

少人数（3～6人）グループの自己学習を基本とした問題解決型の学習システムで、1年次の「学びのリテラシー」と、4年次の「臨床シナリオチュートリアル」がある。
  - クリニカルクラークシップ

従来の見学型臨床実習では学生が実際の医療を体験する機会が少ない。クリニカルクラークシップでは、学生も医療チームの一員として指導者の監督の下に規定された範囲の医療行為を経験する。
  - 早期体験学習

入学後すぐに附属病院の医療現場で実習しチーム医療の実際を学ぶ。体験を通して医師の役割と責任の自覚を促し、学びのモチベーションを高めることを目的にしている。
  - MD-PhDコース

学部生が基礎医学の研究を始め、大学院を早期に修了できる。
- 保健学科
  - 学生一人ひとりに対し指導教員（チューター）を設定

指導教員を設定し生活・学業の両面で個別にきめ細やかな指導を行っている。また専攻を越えて教員が学生への相談に対応している。
  - 全人的医療・チーム医療を担える人材を養成するためのカリキュラム編成

平成19年度　文部科学省の特色ある大学教育支援プログラム（特色GP）に「多専攻学生による模擬体験型チームワーク医療実習」が採択された。

##### 理工学部

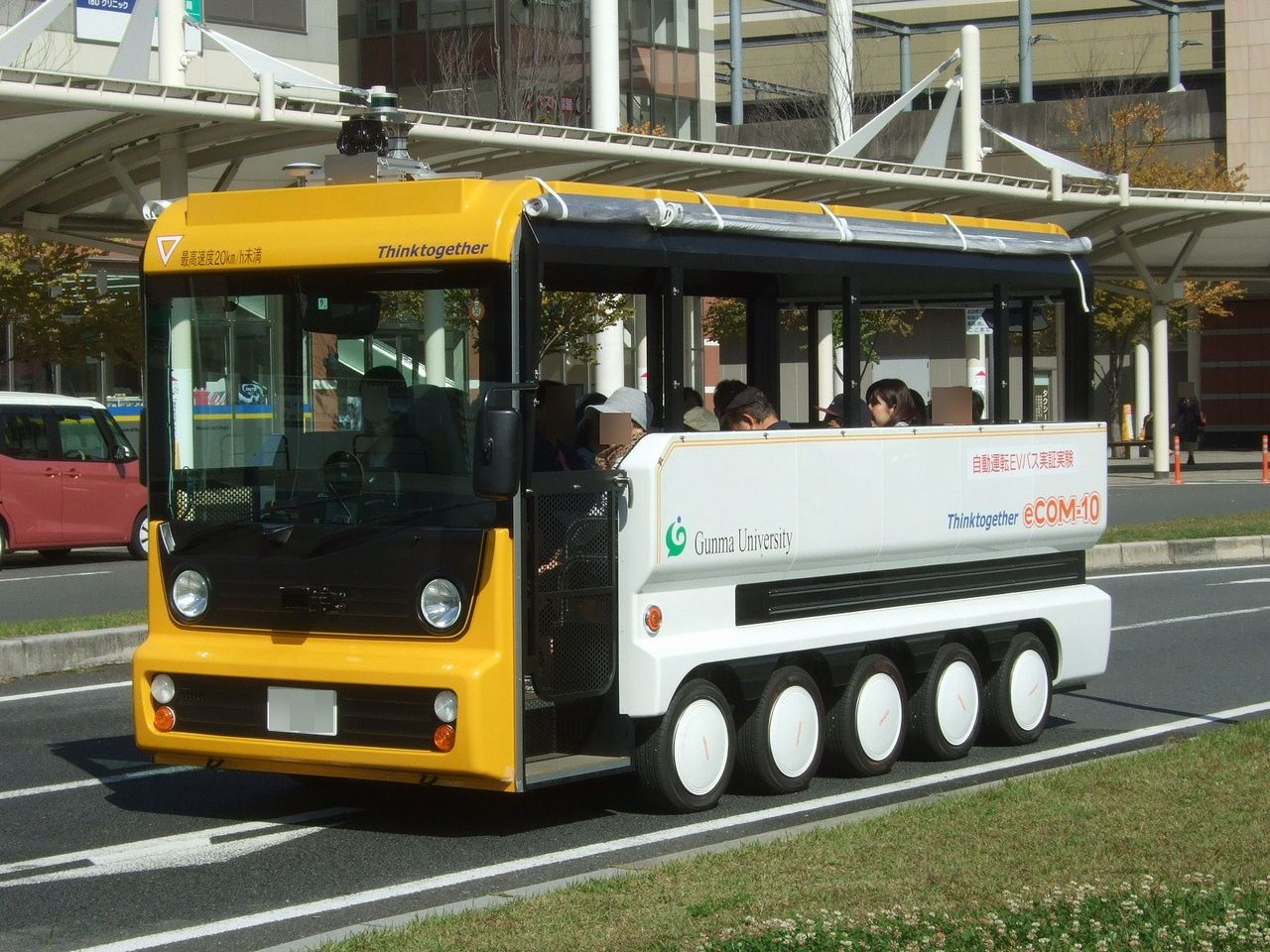
群馬大学が株式会社シンクトゥギャザーと共同開発した自動運転EVバス「eCOM-10」

1915年設立の桐生高等染織学校の後身である桐生工業専門学校が母体である。高等教育機関としての歴史は学内で最も長く、旧制工業専門学校を前身とする学部としては、旧制大学に昇格した東京工業大学等を除くと広域関東圏で最も古い。東日本では米沢工業専門学校、秋田鉱山専門学校、上田蚕糸専門学校の4校は、殖産興業政策に従い地場産業を発展させることが設置目的であった。なお、長らく学部の大きな特色だった「繊維」を冠する学科が1989年改組で消滅し、その代わりに設置された「生物」を冠する学科（プログラム）も2021年改組で消滅している。
1949年、群馬大学工学部が発足。前橋市へのキャンパス移転が頓挫。1964年、大学院工学研究科修士課程設置。1989年、同博士課程設置。2007年、大学院部局化。2013年、理工学部に改組。2021年、物質・環境類と電子・機械類の２類8プログラムに再編。それに伴い、電子情報理工学科情報科学コースは社会情報学部と統合して情報学部（荒牧キャンパス）になった。
2015年のミッション再定義では「医理工融合」「低炭素材料・エネルギー」「元素科学」「文理融合防災」を重点的に研究し、これまでの実績をふまえて地方自治体や産業界との連携活動により地域の課題解決や産業振興に貢献すると表明した。
1年次は荒牧キャンパスで教養科目を履修し、2年次に桐生キャンパスに移って専門科目を履修する。大学院進学率は約60％であり成績優秀であれば推薦で進学できるほか、他大学を受験する者もいる。なお、桐生キャンパスは狭隘なため「産学連携拠点」を太田キャンパスに、「次世代モビリティ社会実装研究センター」を荒牧キャンパスに設置している。
- 物質・環境類
  - 応用化学プログラム
  - 食品工学プログラム
  - 材料科学プログラム
  - 化学システム工学プログラム
  - 土木環境プログラム
    - 2年後期以降にプログラムを選択
- 電子・機械類
  - 機械プログラム
  - 知能制御プログラム
  - 電子情報通信プログラム
    - ２年後期以降にプログラムを選択

###### 特記事項
2021年改組で多くの工学系学部に倣って「学科の大括り化」が導入された。それでも、技術者教育において履修すべき科目は体系化されているため履修内容に大学間の差はほとんどない。今回の改組に伴って教員が学生のプログラム選択や履修についてサポートする「メンター制」と企業と連携して課題に取り組む「問題解決型授業」が導入された。また、以前から意欲の高い学生を支援するためのGlobal Frontier Leader (GFL)プログラムや３年生終了時に大学院に進学できる早期卒業・飛び推薦制度（一部学科において実施）がある。
研究費取得状況からみた全国との比較では材料工学と機械工学が学部の強みである。創立からの伝統である化学系は人名反応である右田・小杉・スティルカップリングやピッチ系炭素繊維の業績で知られている。現在も炭素やケイ素材料の研究に力を入れており、カーボン触媒の燃料電池への応用の実績がある。また、機械・電気系ではアナログ集積回路や電気自動車（EV）、自動運転の研究開発に精力的に取り組んでいる。国立大学の理工学部が過疎地に立地するという全国的に見ても稀有な状況であるが、俯瞰すれば関東内陸工業地域という製造業の盛んな地域に位置している。特に、この地域は自動車産業の集積地（SUBARU（太田市）、日野自動車（太田市、古河市）、いすゞ自動車（栃木市）、日産自動車（上三川町）、本田技研工業（寄居町、小川町））であるため、SUBARUをはじめ共同研究が盛んである。山形大学の有機EL、信州大学の繊維のような大学を代表する卓越した研究分野を構築する努力が続いており、大学としても自動車自動運転に注力している。
桐生キャンパスでは4月にアースデイ、7月と9月にオープンキャンパス、10月に学園祭、11月にクラシックカーフェステバルが開催されるなどイベントが多い。特に、クラシックカーフェステバルは年々展示規模が大きくなっている。また、創立からの国内最大級の染料コレクション(4312本)とピッチ系炭素繊維の研究資料は日本化学会の化学遺産に認定されている。国登録有形文化財である桐生高等染織学校講堂（群馬大学同窓会記念会館）は、しばしば映画やテレビドラマの収録に利用される。主なテレビ作品は以下の通り。
平成26年4月『花子とアン』(NHK)、平成20年12月『BLOODY MONDAY』(TBS)、平成20年3月『東京大空襲』（日本テレビ）、平成19年4月『ロミオとジュリエット』（日本テレビ）、平成18年4月『純情きらり』（NHK)。

###### 理工学部の教育研究プロジェクト・研究会
- 創発的地域づくりによる脱地球温暖化プロジェクト
- アナログ集積回路研究会
- 群馬大学次世代EV研究会
- 次世代エコエネルギー研究会
- NPO法人北関東産官学研究会
- 公益財団法人群馬大学科学技術振興会
- こうがくクラブ

#### 研究科

##### 教育学研究科
- 専門職学位課程（教職大学院）
  - 教育実践高度化専攻
    - 教職リーダーコース
    - 授業実践開発コース
    - 特別支援教育実践開発コース

##### 社会情報学研究科
- 社会情報学専攻（修士課程）
  - 研究領域[注釈 13]：経済・経営領域[注釈 14]、地域・行政領域[注釈 15]、文化・コミュニケーション領域[注釈 16]

##### 医学系研究科
- 生命医科学専攻（2年制修士課程）
  - 専攻分野：基礎医学系（17分野）[注釈 17]、臨床医学系（14分野）[注釈 18]、協力・連携講座（15分野）[注釈 19]
- 医科学専攻
  - 系統
    - 高次機能統御系
      - 講座：脳神経病態制御学[注釈 20]、脳神経発達統御学[注釈 21]、高次細胞機能解析学[注釈 22]（協力講座）

    - 代謝機能制御系
      - 講座：器官代謝制御学[注釈 23]、器官機能制御学[注釈 24]、代謝・内分泌学[注釈 25]（協力講座）、生体機能解析学[注釈 26]（連携講座）、

    - 臓器病態制御系
      - 講座：病態腫瘍制御学[注釈 27]、重粒子線医学[注釈 28]（協力講座）、遺伝情報・発現学[注釈 29]（協力講座）

    - 環境病態制御系
      - 講座：生体防御機構学[注釈 30]、社会環境医療学[注釈 31]、生体情報学[注釈 32]（協力講座）

  - 特別コース[48]
    - 基礎・臨床融合型研究推進コース
      - トランスレーショナルリサーチコース

    - 重粒子線医工学グローバルリーダー養成プログラム・重粒子線医工連携コース
    - 国際協力型がん臨床指導者養成コース
      - 腫瘍外科学指導者コース
      - 集学的臨床腫瘍学指導者コース
      - 放射線・粒子線腫瘍学指導者コース
      - がん薬学研究指導者コース
      - がん医療開発学研究指導者コース

    - アジア核医学指導者養成コース
    - 医療開発医科学コース（地域オープンイノベーションR&D人材養成コース）

##### 保健学研究科
- 保健学専攻
  - 博士前期課程
    - 基礎保健学ユニット[注釈 33]
    - 応用保健学ユニット[注釈 34]
    - 地域・国際保健学ユニット[注釈 35]

  - 博士後期課程
    - 看護学領域[注釈 36]
    - 生体情報検査科学領域[注釈 37]
    - リハビリテーション領域[注釈 38]

##### 理工学府
2013年度に工学研究科から理工学府に組織改編。
- 理工学専攻
  - 博士前期課程
    - 物質・生命理工学教育プログラム[注釈 39]
    - 知能機械創製理工学教育プログラム[注釈 40]
    - 環境創生理工学教育プログラム[注釈 41]
    - 電子情報・数理教育プログラム[注釈 42]

  - 博士後期課程[49]
    - 物質・生命理工学領域
    - 知能機械創製理工学領域
    - 環境創生理工学領域
      - 日清紡アドバンストカーボン工学講座（寄附講座）

    - 電子情報・数理領域

#### 特別専攻科
- 特別支援教育特別専攻科（修業年限：1年）
  - 一種免許状取得コース
  - 専修免許状取得コース

#### 附属機関
- 附置研究所
  - 生体調節研究所
    - 生体情報部門[注釈 43]
    - 病態制御部門[注釈 44]
    - 附属生体情報ゲノムリソースセンター[注釈 45]
    - 代謝シグナル研究展開センター[注釈 46]
    - 生体情報シグナル研究センター[注釈 47]

- 総合情報メディアセンター
  - 図書部門
    - 中央図書館
    - 理工学図書館
    - 医学図書館

  - 情報基盤部門

- 大学教育・学生支援機構
  - 大学教育センター
  - 学生支援センター
  - 学生受入センター
  - 健康支援総合センター
  - 教育改革推進室

- 研究・産学連携戦略推進機構
  - 研究・産学連携戦略本部
    - URA室
    - 産学連携ワンストップサービスオフィス

  - 高度研究推進・支援部門
    - 高度研究戦略室
    - 機器分析センター

  - 高度人材育成部門
    - 高度人材育成センター
    - 研究支援人材育成コンソーシアム室

  - 産学連携・知的財産部門
    - 産学連携・知的財産活用センター
    - リスクマネジメント室

  - 次世代モビリティ社会実装研究センター

- 重粒子線医学推進機構
  - 重粒子線医学研究センター
  - 重粒子線医学センター

- 国際センター
- 未来先端研究機構
  - ウイルスベクター開発研究センター

- ダイバーシティ推進センター
- 共同利用設備統括センター
- 多職種連携教育研究研修センター
- 数理データ科学教育研究センター
- 食健康科学教育センター

- 学部附属機関
  - 共同教育学部
    - 群馬大学共同教育学部附属幼稚園
    - 群馬大学共同教育学部附属小学校
    - 群馬大学共同教育学部附属中学校
    - 群馬大学共同教育学部附属特別支援学校
    - 附属学校教育臨床センター

  - 社会情報学部
    - 社会情報学研究センター

  - 医学部
    - 医学部附属病院

  - 医学系研究科
    - 附属生物資源センター
    - 附属薬剤耐性菌実験施設
    - 附属教育研究支援センター
    - 附属医学教育センター

  - 保健学研究科
    - 附属保健学研究・教育センター

  - 理工学府
    - 附属元素科学国際教育研究センター

#### 学部・大学間連携
- グローバルフロンティアリーダー（GFL）育成コース

全学部で行う人材育成プログラム。 外国人研究者等との交流の機会を作るなど国際コミュニケーション能力を育成するとともに、早期より先端研究に接する機会を用意する。
- 医理工連携メディカルイノベーション

医療ニーズに立脚した基礎研究並びにリバーストランスレーショナルな先端医療開発研究を展開し、国際的な医療イノベーションを目指す。
- 重粒子線医工学グローバルリーダー養成プログラム
- 「多能工型」研究支援人材育成コンソーシアム

茨城大学・宇都宮大学・群馬大学（共同実施）／埼玉大学（連携）
- りょうもうアライアンス（栃木県南西部にまたがる両毛地域での連携）

群馬大学、前橋工科大学、群馬工業高等専門学校、足利大学

## 学生生活

### 部活動・サークル活動
部活動・サークルでは目立った功績が表れてはいないが、過去には2009年度準硬式野球部からのプロ野球選手輩出などの活躍があった。
硬式野球部は関甲新学生野球連盟に加盟している。1993年の連盟発足後1部に所属したことは無い。よって2部での優勝も無いがその歴史は古く1916年発足された北関東最古の大学野球部になっている。
2020年度に群馬大学映画部が発起人となり、映画『突然失礼致します！』を製作・公開し、話題となった。

### 学祭
学園祭の名称は荒牧キャンパスでは「荒牧祭」、昭和キャンパスでは「医学祭」、桐生キャンパスでは「群桐祭」である。毎年、荒牧祭は11～12月頃に（医学祭は隔年の11月上旬）、群桐祭は10月下旬に開催される（太田キャンパスでも7月頃に開催されている）。各キャンパスごとに学園祭の特徴は異なっているが教授や研究室が企画した出店（出展）が目立ち、学生団体の発表数が少ない状況は共通している。その中で唯一荒牧祭では学生バンドだけでなく有名人の招待ライブなども行っている。

## 大学関係者と組織

### 大学関係者組織

#### 同窓会組織
国立大学の独立法人化以降に母校を支援する全学同窓会が次々と設立され、その数は2011年時点で86大学のうち70大学におよぶ。群馬大学の場合、2019年に全学同窓会として群馬大学同窓会連合会が設立された。
- 群馬大学同窓会連合会
- 教育学部同窓会
- 刀城クラブ（医学部）
- 紫水クラブ（医学部保健学科）
- 群馬大学工業会（理工学部・工学部）

## 施設

### キャンパス
荒牧・昭和キャンパスは敷島公園や正田醤油スタジアムと利根川河川敷が近い。閑静な住宅地の中に自然と運動施設、公園が混在した環境にある。桐生キャンパスは、織物の町として栄えた面影が残されている。3つのキャンパスとも最寄駅から数km離れており、電車のみでの通学は困難である。太田キャンパスは太田駅から徒歩圏内にある。

#### 荒牧キャンパス
- 使用学部：教育学部・社会情報学部
- 使用研究科：教育学研究科・社会情報学研究科
- 使用専攻科：特別支援教育特別専攻科
- 敷地面積：255,762㎡
- 交通アクセス
  - JR両毛線・湘南新宿ライン・上野東京ライン 前橋駅下車、北方へ8km（上毛電気鉄道上毛線中央前橋駅からは7km）
  - 前橋駅北口より関越交通バス2番乗り場　群馬大学荒牧経由渋川市内循環渋川駅行・群馬大学荒牧経由小児医療センター行「群馬大学荒牧」下車（乗車時間約28分）または渋川市内循環渋川駅行・渋川駅行・小児医療センター行「前橋自動車教習所前」下車（乗車時間約25分＋徒歩10分）
  - JR両毛線・上越線・湘南新宿ライン・上野東京ライン 新前橋駅下車、北方へ8.4km
  - 新前橋駅東口より関越交通バス乗り場　群大病院経由群馬大学荒牧行「群馬大学荒牧」下車（乗車時間約32分）
  - JR上越線群馬総社駅より約3km

#### 昭和キャンパス
- 使用学部：医学部
- 使用研究科：医学系研究科・保健学研究科
- 使用施設：生体調節研究所・医学部附属病院
- 敷地面積：161,631㎡
- 交通アクセス
  - JR両毛線・湘南新宿ライン・上野東京ライン 前橋駅下車、北方へ4km
  - 前橋駅北口より関越交通バス2番乗り場　群大病院行・群大病院経由南橘団地行「群大病院」下車（乗車時間約15分）または群馬大学荒牧経由渋川市内循環渋川駅行・群馬大学荒牧経由渋川駅行・群馬大学荒牧経由小児医療センター行・渋川市内循環渋川駅行・渋川駅行・小児医療センター行「群大病院入口」下車（乗車時間約13分＋徒歩6分）
  - JR両毛線・上越線・湘南新宿ライン・上野東京ライン 新前橋駅下車、北方へ5.1km
  - 新前橋駅東口より関越交通バス乗り場　群大病院行「群大病院」下車（乗車時間約21分）または群大病院経由群馬大学荒牧行「群大病院入口」下車（乗車時間約17分＋徒歩6分）
  - JR上越線群馬総社駅より約3km

#### 桐生キャンパス
- 使用学部：理工学部
- 使用研究科：理工学府
- 敷地面積：78,182㎡
- 交通アクセス
  - JR・わたらせ渓谷鐵道桐生駅または上毛電気鉄道上毛線西桐生駅下車、北方へ2.5km
  - 桐生駅北口おりひめバス乗り場　桐生女子高前行・上菱団地行・梅田ふるさとセンター前行「群馬大学桐生正門前」（乗車時間約7分）または菱線右回り「群馬大学桐生東門前」（乗車時間約7分）
  - 東武桐生線新桐生駅下車、北方へ4.1km
  - 新桐生駅おりひめバス乗り場　桐生女子高前行・上菱団地行「群馬大学桐生正門前」（乗車時間約15分）

#### 太田キャンパス
- 使用学部：理工学部
- 使用研究科：理工学府
- 敷地面積：8,696㎡（借用地）
- 交通アクセス
  - 東武鉄道太田駅北口下車、徒歩約10分（市立太田小学校となり）
  - 北関東自動車道 太田桐生ICから車で約10分

### 寮
- 啓真寮（桐生市天神町三丁目14番45号）
- 養心寮（前橋市若宮町二丁目14番7号）

## 対外関係

### 他大学との協定
国内・学術交流等協定校
- 放送大学学園[59]
- りょうもうアライアンス
  - 前橋工科大学
  - 足利大学
  - 群馬工業高等専門学校

国際・学術交流等協定校
- アメリカ合衆国
  - テキサス大学ヒューストン校健康科学センター（テキサス州）
  - ノースダコタ州立大学（ノースダコタ州）
  - サンディエゴ州立大学（カリフォルニア州）
  - ニューヨーク州立大学ストーニーブルック校（ニューヨーク州）

- 韓国
  - 嶺南大学（慶尚北道・慶山市）
  - 建国大学校（忠清北道・忠州市）
  - 韓国原子力医学院（ソウル特別市）
  - ソウル大学校（ソウル特別市）
  - 釜山大学校（釜山広域市・金井区）

- 中国
  - 西安交通大学（陝西省・西安市）
  - 廈門大学（福建省・廈門市）
  - 華北電力大学（河北省）
  - 大連医科大学（遼寧省・大連市）
  - 大連理工大学（遼寧省・大連市）
  - 大連工業大学（遼寧省・大連市）
  - 沈阳化工大学（遼寧省・瀋陽市）
  - 中国科学院過程工程研究所（北京市・海淀区）
  - 重慶交通大学（重慶市・南岸区）
  - 海南大学（海南省・海口市）

- 台湾
  - 国立台北教育大学（台北）
  - 東海大学（台中市）
  - 国立虎尾科技大学（台湾省・雲林県）

- インド
  - アリーガル・ムスリム大学
  - インド工科大学デリー校

- インドネシア
  - パジャジャラン大学
  - インドネシア教員大学

- オーストラリア
  - マッコーリー大学（NSW）
  - ウーロンゴン大学（NSW）

- ニカラグア国立自治大学マナグア校（ ニカラグア）
- グリンドゥール大学（ イギリス）
- 地中海大学（マルセイユ大学II）（ フランス）
- フィレンツェ大学（ イタリア）
- フィリピン大学マニラ校（ フィリピン）
- モンゴル国立医科学大学（ モンゴル）
- 南洋理工大学 ( シンガポール)
- ダッカ大学 ( バングラデシュ)
- チェンマイ大学（ タイ）
- リュブリャーナ大学（ スロベニア）

部局間学術交流等協定校
- 教育学部
  - サンディエゴ州立大学（ アメリカ合衆国カリフォルニア州）
  - インドネシア教育大学（ インドネシア）
- 社会情報学部
  - サンダーランド大学（ イギリス）
- 医学部
  -  アメリカ合衆国
    - シアトル・パシフィック大学（ワシントン州）
    - ワシントン大学

  - オタワ大学（ カナダオンタリオ州・オタワ）
  - 南開大学生命科学学院（ 中国天津市）
- 大学院医学系研究科
  - ブリティッシュコロンビア大学（ カナダBC）
  - ダッカ大学（ バングラデシュ）
  - サバナ大学（ コロンビア）
  - クラスノヤルスク医科大学（ ロシア）
- 理工学部
  -  イギリス
    - ワシントン大学

  - シティ大学
  -  中国
    - 重慶交通学院（重慶市）
    - 中山大学化学・化学工程学院（広東省・広州市）

  - 龍華科技大学工程学院（ 台湾桃園県）
- 大学院工学研究科
  - 中国科学院過程工程研究所（ 中国北京市）
- 生体調節研究所
  -  韓国
    - 全南国立大学ホルモン研究センター（光州広域市）
    - 釜山国立大学（釜山広域市）

  - 内蒙古大学生命科学学部（ 中国内モンゴル自治区）

## 附属学校
- 群馬大学共同教育学部附属幼稚園
- 群馬大学共同教育学部附属小学校
- 群馬大学共同教育学部附属中学校
- 群馬大学共同教育学部附属特別支援学校